# MIRAE
MIRAE（ミレ、未来少年、朝: 미래소년、ミレソニョン）は、2021年3月17日にデビューした韓国の7人組ボーイズグループである。DSPメディア所属。

## 概要
DSPメディアからアイドルグループがデビューするのは2017年7月のKARDから3年8か月ぶり、ボーイズグループがデビューするのは2012年のA-JAXから9年ぶりである。
グループ名の「未来少年」には、「K-POPの新しい未来を示し、共に切り開いていくグループになる」という強い抱負と「いつも大衆と共に呼吸し、未来に向かって進んでいく」という願いが込められている。
公式ファンクラブ名はNOW(ナウ、朝: 나우)。

## 来歴

### デビュー前
2019年、メンバーのソン・ドンピョ、イ・ジュニョクがMnetのオーディション番組「PRODUCE X 101」に出演。
同番組のテーマ曲「_지마 (X1-MA)」では101人の練習生の中からソン・ドンピョがセンターを務めた。
イ・ジュニョクは最終順位75位で脱落、ソン・ドンピョは最終順位6位で「X1」としてデビューメンバー入りを果たし、2019年8月27日にデビュー。
X1として5年間活動する予定だったが、「PRODUCE 101」シリーズの投票操作問題が発覚し、2020年1月6日に解散。

### DSP N
2020年1月のX1解散後、DSPメディアの公開練習生「DSP N」の公式Daumカフェ、Twitter、YouTube、V LIVEアカウントが開設。
以降、DSPメディアの公開練習生が公開され、カバーダンス動画などのコンテンツが配信された。
ソン・ドンピョの単独ファンミーティング（ソン・ドンピョ＃公演を参照）の際にはイ・ジュニョク、メンバー唯一の日本人であるリアン、カエル、パク・シヨン、チャン・ユビンが「DSP N」として舞台を披露した。

### デビュー後
2021年2月1日、MIRAE（未来少年）のロゴ映像が公開され、公式Instagram、Twitter、TikTok、YouTube、V LIVEアカウントがオープンする。
メンバーを公開したのち全8話で構成されたリアリティ番組「WE ARE FUTURE」をV LIVE・YouTubeアカウントにて公開した。
2021年3月17日、1stミニアルバム『KILLA』をリリースした。
2021年8月25日、2ndミニアルバム『SPLASH』をリリースした。
2021年12月29日、『Mnet Japan Fan’s Choice Awards』にて｢Rookie of the Year｣(新人賞)を受賞。

### 2022年
2022年1月12日、3rdミニアルバム『MARVELOUS』をリリースした。
2022年1月13日、「2022 大韓民国ファーストブランド大賞」で2021年デビューした男性アイドルグループ部門「男性アイドル新人賞」を受賞した。
2022年4月29日に、日本初のファンミーティングの為に来日。
2022年5月1日
マイドーム大阪にてミニライブ＆トーク1部＆2部＆特典会
同日、大阪にて、全員サイン会を開催
2022年5月2日
阿倍野キューズにてミニライブ＆トーク1部＆2部＆特典会
2022年5月3日
ミント神戸にてミニライブ＆トーク1部＆2部＆特典会
2022年5月4日大阪サンケイホールブリーゼにてファンミーティング。1部＆2部＆特典会
。
2022年5日5日20時よりLINE  LIVE。
2022年5月6日
カルッツ川崎にてファンミーティング1部＆2部＆特典会。
2022年5月7日
渋谷タワーレコードにてミニライブ＆トーク＆特典会
同日、東京にて、全員サイン会1部＆2部を開催
2022年5月8日
ららぽーと豊洲ミニライブ＆トーク1部＆2部＆特典会
2022年5月24日チャットアプリ「bubble」開始。
2022年5月28日トルコのアンカラにあるコングレジウムで行われた”K-POPワールドフェスティバル”に参加。
2022年9月28日、4thミニアルバム『Ourturn』をリリースした。
2022年11月22日、初コンサートの為、日本へ出国　。
11月23(水･祝)リリースイベント・会場：イオンモール幕張新都心 グランドコート 1部&2部
11月25日(金)リリースイベント・会場：クイーンズスクエア横浜クイーンズサークル 1部&2部
※동표のみ欠席
11月26日(土)リリースイベント・会場：幕張メッセ 幕張展示ホール2イベントステージ
11月27日(日)リリースイベント・会場：幕張メッセ 幕張展示ホール2イベントステージ
11月 29日(火)リリースイベント・会場：くずはモール(KUZUHA MALL 南館ヒカリノモール 1F SANZEN-HIROBA )1部&2部
11月30日(水)大阪にて、全員サイン会、1部、2部、3部を開催
12月1日(木)リリースイベント・会場：セブンパーク天美AMAMI STADIUM 1部&2部
12月2日(金)リリースイベント・会場：ミント神戸　18Fスカイデッキ 1部&2部
12月3日(土)
MIRAE 2022 JAPAN LIVE [it's Ourturn]
◆大阪公演 1部&2部
・会場：堂島リバーフォーラム
12月4日(日)リリースイベント・会場： イオンモール大高1Fグリーンコート 1部&2部
12月8日(木)リリースイベント
・会場：タワーレコード渋谷店5F 1部&2部
12月9日(金)リリースイベント
・会場：ららぽーと立川立飛2F イベント広場 1部&2部
12月10日(土)
MIRAE 2022 JAPAN LIVE [it's Ourturn]
◆東京公演 1部&2部
・会場：立川ステージガーデン
12月14日(水)リリースイベント
・会場：アリオ上尾1F屋外イベント広場　1部&2部
12月15日(木)東京にて、全員サイン会、1部、2部、3部を開催
・会場：渋谷シダックスホール
12月16日(金)リリースイベント
・会場：池袋・サンシャインシティ 噴水広場　1部&2部
12月17日(土)リリースイベント
・会場：アリオ橋本 1F屋外イベント広場　1部&2部
※ここまでのリリースイベントの特典会内容：バイバイ会/個別サイン会/2ショット撮影会
12月18日(日)リリースイベント
・会場：イベントスペースEBiS303 1部&2部
・特典会内容：ハイタッチ会/個別サイン会/2ショット撮影会/全員撮影会（抽選）
12月19日(月)
メインボーカルのLIENが声帯結節と診断され、約2週間の治療と休養に入る事と、LIEN復帰まで、MIRAEは6人体制で活動を行う事が、事務所から発表される。。
12月20日(火)
SS501のSnow PrinceをリメイクしたSpecial singleを公開。
。

### 2023年
3月23日(木)
MIRAE TOKYO LIVE 2023 
～7Boys and 7Stories～　開催
【1部】Special Fan Meeting
【2部】Special Live
・会場：山野ホール
3月24日(金)
MIRAE TOKYO LIVE 2023 ～7Boys and 7Stories～来日記念「4th Mini Album：Ourturn」スペシャルプロモーションイベント開催
【1部】ミニライブ/メンバー別サイン会/メンバー別2ショット撮影会/メンバー全員ポラロイド写真撮影会
【2部】ミニライブ/メンバー別じゃんけん会/メンバー別2ショット撮影会/ Meet&Greet
【3部】メンバー全員サイン会
・会場：SHIDAXカルチャーホール
5月15日(月)
新曲のミュージックビデオ撮影途中で、ジュニョクが足首を負傷、検査の結果、距骨骨折が確認され当分の間安定にする必要があると診断を受け、今後のカムバックをはじめとし、予定されているスケジュールについて、しばらくの間は不参加と、公式から発表される。
５月27日(土)
2023年DREAMコンサート主管で行った「ドリームルーキー」のサポート部門で、全世界音楽ファンが選ぶ今年のドリームルーキーに選定され、表彰される。
7月19日(水)
5thミニアルバム『Boys will be Boys』をリリースした。

### 2024年
2月14日(水)
日本デビュー・アルバム『MIRAE 1st Mini Album 'RUNNING UP'』をリリースし、日本デビュー。
7月9日(火)
所属事務所はWeverseを通じてグループ活動終了を発表された。

## メンバー
| 活動名                 | 活動名   | 本名                            | 本名      | 生年月日               | 身長 | 血液型 | ポジション                             | プロフィール                                                                                       |
| 仮名                   | ハングル | 仮名                            | ハングル  | 生年月日               | 身長 | 血液型 | ポジション                             | プロフィール                                                                                       |
| ---------------------- | -------- | ------------------------------- | --------- | ---------------------- | ---- | ------ | -------------------------------------- | -------------------------------------------------------------------------------------------------- |
| リアン （LIEN）        | 리안     | 嶋田翔 （Shimada Shouu）        | 시마다 쇼 | 1998年3月11日（27歳）  | 180  | B      | メインボーカル                         | - 日本で芸能活動歴がある。 - キャッチコピー：森の声                                                |
| ジュニョク （JUNHYUK） | 준혁     | イ・ジュニョク （Lee Jun-Hyuk） | 이준혁    | 2000年5月16日（24歳）  | 182  | B      | リーダー メインダンサー リードラッパー | - PRODUCE X 101に出演（最終順位75位） - キャッチコピー：オオカミリーダー                           |
| ドヒョン （DOHYUN）    | 도현     | ユ・ドヒョン （Yoo Do-Hyun）    | 유도현    | 2000年12月25日（24歳） | 176  | A      | リードボーカル                         | - キャッチコピー：クリスマス                                                                       |
| カエル （KHAEL）       | 카엘     | イ・サンミン （Lee Sang-Min）   | 이상민    | 2002年1月18日（23歳）  | 178  | B      | メインラッパー                         | - 活動名のカエルは天使ミカエルからとっている。 - Under19に出演 - キャッチコピー：天使              |
| ドンピョ （DONGPYO）   | 동표     | ソン・ドンピョ （Son Dong-Pyo） | 손동표    | 2002年9月9日（22歳）   | 171  | O      | リードダンサー ボーカル                | - X1の元メンバー - PRODUCE X 101に出演（最終順位6位でデビュー） - キャッチコピー：ジェランドゥンイ |
| シヨン（SIYOUNG）      | 시영     | パク・シヨン （Park Si-Young）  | 박시영    | 2003年5月6日（21歳）   | 176  | AB     | メインダンサー ボーカル                | - Under19に出演 - キャッチコピー：コットンキャンディ                                               |
| ユビン （YUBIN）       | 유빈     | チャン・ユビン （Jang Yu-Bin）  | 장유빈    | 2004年6月10日（20歳）  | 175  | O      | ダンサー ラッパー                      | - キャッチコピー：虹末っ子                                                                         |

## ディスコグラフィ

### ミニアルバム
| No. | タイトル                            | 収録曲                                                                                             | Gaon チャート （週間） | 売上枚数 |
| --- | ----------------------------------- | -------------------------------------------------------------------------------------------------- | ---------------------- | -------- |
| 1st | KILLA （2021年3月17日）             | 1. We Are Future 2. KILLA 3. Higher 4. SWAGGER 5. Sweet Dreams 6. 1 Thing                          | 9位                    | 30,221枚 |
| 2nd | SPLASH （2021年8月25日）            | 1. Splash 2. Bang-Up 3. New Days 4. Don't Stop 5. 비밀 (#Secret) 6. SUGAR                          | 5位                    | 49,900枚 |
| 3rd | MARVELOUS （2022年1月12日）         | 1. Future Land 2. Marvelous 3. Juice 4. Final Cut 5. Amazing (소름) 6. Dear My Friend (일곱페이지) | 4位                    | 49,560枚 |
| 4th | Ourturn （2022年9月28日）           | 1. Drip N' Drop 2. Welcome To The Future 3. Daydreamin' 4. What Are You Doing? 5. Falling Stars    | 8位                    | 49,188枚 |
| 5th | Boys will be Boys （2023年7月19日） | 1. GIRL 2. JUMP! 3. So Different 4. NOW & FOREVER 5. Learn To Fly 6. Drop The Bass                 |                        |          |

### スペシャルシングル
| No. | タイトル                       | 収録曲         | Gaon チャート （週間） | 売上枚数 |
| --- | ------------------------------ | -------------- | ---------------------- | -------- |
| 1st | Snow Prince （2022年12月20日） | 1. Snow Prince |                        |          |

### 日本

#### ミニアルバム
| No. | タイトル                     | 収録曲 | オリコン チャート （週間） | 売上枚数 |
| --- | ---------------------------- | --- | -------------------------- | -------- |
| 1st | RUNNING UP （2024年2月14日） | 1. Marvelous -Japanese ver.- 2. RUNNING UP 3. JUMP -Japanese ver.- 4. KILLA -Japanese ver.- 5. Dear My Friend -Japanese ver.- |                            |          |

### 韓国
| 年     | 作品名            | M/V            | 特別版 |
| ------ | ----------------- | -------------- | --- |
| 2021年 | KILLA             | - KILLA        | - KILLA - Choreography - Part Switch ver. - MIRAE Cutie Kids ver. - Debut Showcase FULL CAM ver. - 1 Thing - Debut Showcase FULL CAM ver. - FACE CLOSE-UP ver. - We Are Future - Debut Showcase FULL CAM ver. |
| 2021年 | SPLASH            | - Splash       | - Splash - Performance Video - Choreography - Random Speed ver. - MIRAE High School ver. - Bang-Up - Performance Video - 비밀 (#Secret) - 2021 Chuseok Hanbok ver.                                            |
| 2022年 | MARVELOUS         | - Marvelous    | - Marvelous - Performance Video - Choreography - Mirror ver. - Part Switch ver. - at the GYM ver. - 2022 Lunar New Year Hanbok ver. - JUICE - Choreography - Winter Sports Festival ver.                      |
| 2022年 | Outturn           | - Drip N' Drop | - Drip N' Drop - Performance Video - Choreography - MIRAE Zoo ver. |
| 2022年 | Snow Prince       | - Snow Prince  | - Snow Prince - Choreography - 2023 Lunar New Year Hanbok ver. |
| 2023年 | Boys will be Boys | - JUMP!        | - JUMP! - Choreography (Broadcast ver.) |

### 日本
| 年     | 作品名     | M/V          | 特別版                      |
| ------ | ---------- | ------------ | --------------------------- |
| 2024年 | RUNNING UP | - RUNNING UP | - RUNNING UP - Choreography |

## 受賞歴
| 年     | 受賞歴 |
| ------ | --- |
| 2021年 | - Mnet Japan Fan’s Choice Awards - Rookie of the Year                                                                     |
| 2022年 | - 2023 大韓民国ファーストブランド大賞 - 男性アイドル（新人）部門 - 2023 ブランド顧客忠誠度大賞 - 男性アイドル（新人）部門 |

## 出演

### テレビ番組

#### 特別番組
- MIRAEデビュー記念！into our Future SP（2021年5月28日・6月13日、ホームドラマチャンネル）[32][43]
- Super Junior「アイドルvsアイドル」  (2021年11月18日・11月25日・12月2日・12月9日、KNTV) 11月25日の第2回目は事務所の先輩であるホ・ヨンジがスペシャルゲストとして登場し、共演した。

- M-ON! SPECIAL 「MIRAE」(2022/2/17(木)23:00〜24:00[再]2022/2/24(木)18:00〜19:00、M-on!ch.) [44]
- MIRAE密着ドキュメント in 韓国 〜MIRAE(未来)へのFIRST STEP〜 （2022年4月30日、TBSチャンネル)[45]

### ネット配信
- WE ARE FUTURE（2021年2月16日 - 3月12日、YouTube・V LIVE）全8回
- 미래코드（ミレコード）（2021年2月11日 - 、YouTube・V LIVE）
- 미소로그（ミソローグ）（2021年3月14日 - 、YouTube・V LIVE ）
- 텐미닛 (Just One 10 MINUTES)（2021年5月5日 - 、YouTube・V LIVE）
- KILLA들의 MT（KILLAのMT）（2021年6月23日 - 、YouTube・V LIVE）

### 雑誌
- DAZED KOREA（2021年 SPRING EDITION / 3.5月号）
- @star1 （2021年5月号）
- @star1 （2022年2月号）
- テレビライフ （2022年 12/23号）
- Rolling stones Korea （2024年12号）